# Maria Parr
Maria Parr (née le 18 janvier 1981 à Vanylven) est une écrivaine de littérature jeunesse norvégienne.

## Biographie
De 2019 à 2021, elle est sélectionnée durant trois années d'affilée pour le prestigieux prix suédois, le Prix commémoratif Astrid-Lindgren.

## Œuvres
Romans jeunesse traduits en français : 
- Cascades et gaufres à gogo (Vaffelhjarte, 2005[1]), traduit du néo-norvégien par Jean-Baptiste Coursaud, éditions Thierry Magnier, 2009
- La Petite Terreur de Glimmerdal (Tonje Glimmerdal, 2009), traduit du néo-norvégien par Jean-Baptiste Coursaud, Thierry Magnier, 2012
- Foot et radeaux à gogo (Keeperen og havet), traduit du néo-norvégien par Aude Pasquier, Thierry Magnier, 2018

## Prix et distinctions
- Prix Brage 2009[1] pour La Petite Terreur de Glimmerdal
- Prix Nynorsk User of the Year en 2010[3].
- (international) « Honour List » 2012[4] de l' IBBY pour La Petite Terreur de Glimmerdal
- Sélection pour le Prix commémoratif Astrid-Lindgren de 2019 à 2021[2]